# Swains
Swains (Engels: Swains Island; Samoaans: Olosega; Tokelaus: Olohega), vroeger ook aangeduid als Olosega, Quiros, Gente Hermosa en Jennings, is een atol in het uiterste noorden van het Amerikaanse territorium Amerikaans-Samoa in Polynesië. Het eiland behoort geografisch en cultureel tot de Tokelau-eilanden, en de voornaamste taal is er het Tokelaus. Swains, een van de twee 'niet-georganiseerde atollen' van Amerikaans-Samoa, is traditioneel eigendom van de familie Jennings.
Het eiland telt 17 inwoners en heeft een diepe, gesloten brakwaterlagune in het midden. Inclusief de lagune (0,358 km²) meet het atol 1,865 km² (iets kleiner dan Monaco), zonder de lagune 1,508 km². In het oosten van de lagune ligt een eilandje met een oppervlakte van 764 m². Omdat het water van de lagune niet volledig zoutvrij is vangt de bevolking regenwater op om als drinkwater te gebruiken.
Alle inwoners leven in het enige bewoonde dorpje Taulaga aan de westkust, en leven van de kokosnotenoogst voor de productie van kopra. Taulaga geldt als een van de 74 dorpen waarin Amerikaans-Samoa officieel wordt onderverdeeld. In het zuidoosten ligt het verlaten dorpje Etena, waar vroeger de eigenaren van het eiland resideerden.

## Recente politieke geschiedenis

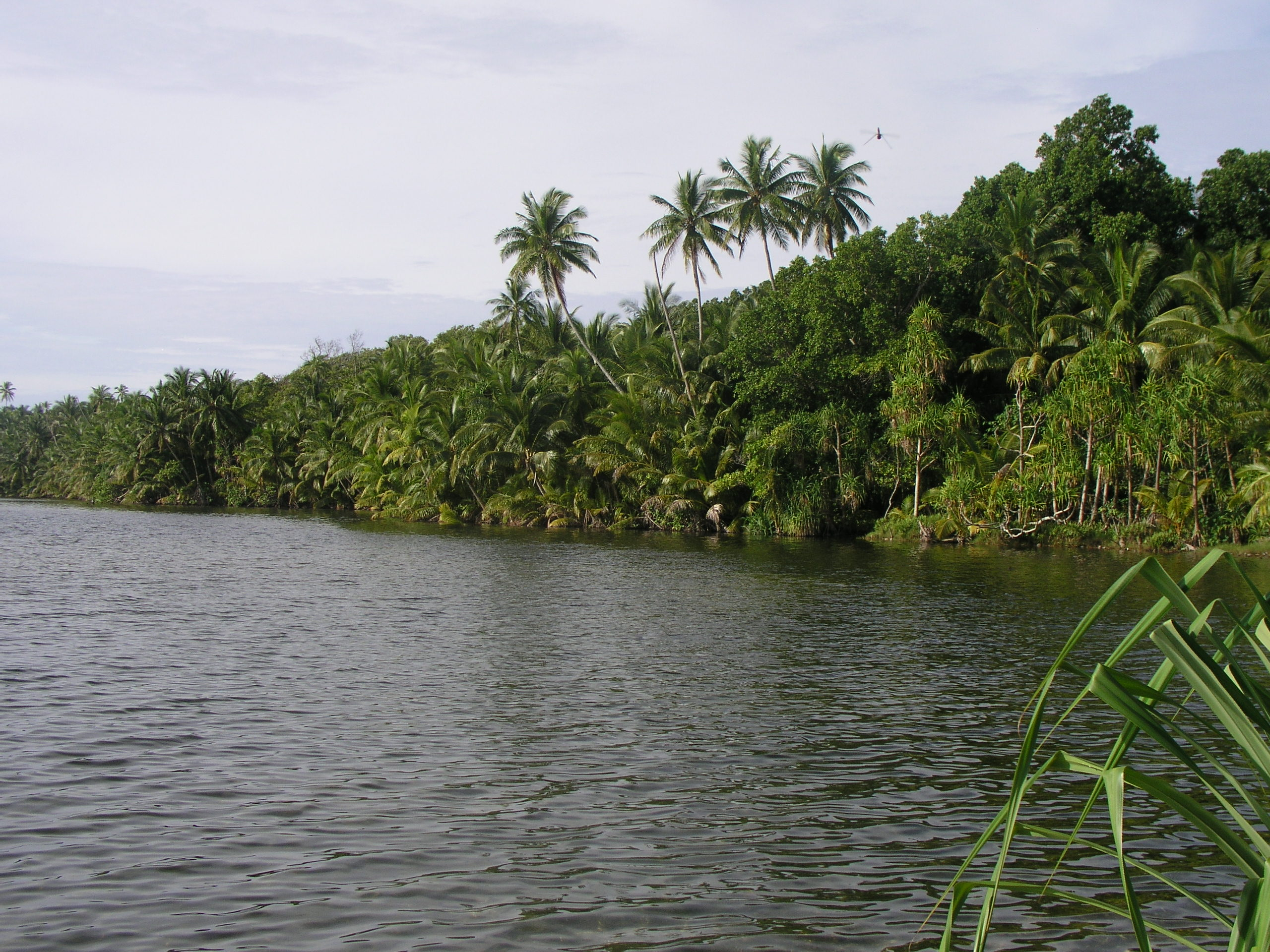
De lagune

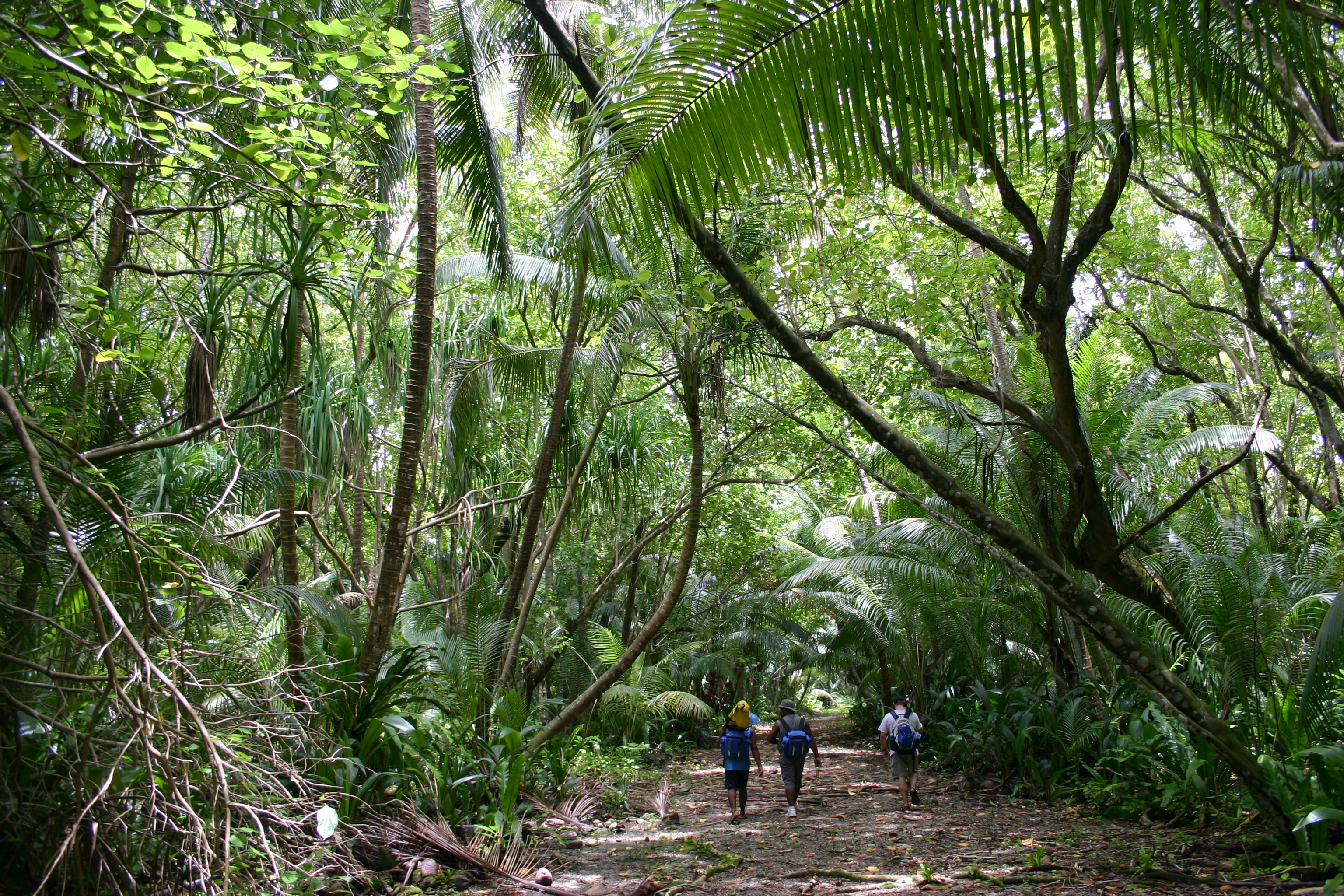
Weg op Swains

Op 25 maart 1981 bevestigde Nieuw-Zeeland, moederland van Tokelau, in het Verdrag van Tokehega dat Swains Amerikaans-Samoaans en dus Amerikaans bezit is. (In hetzelfde verdrag gaven de Verenigde Staten hun aanspraken op de overige Tokelau-eilanden op.) In het grondwetontwerp dat het voorwerp was van een referendum over zelfbestuur voor Tokelau (dezelfde politiek onafhankelijkere status als de Cookeilanden en Niue hebben) in 2006 werd Swains echter beschouwd als deel van Tokelau. Amerikaans-Samoa zelf heeft officieel nog geen positie ingenomen, maar gouverneur Togiola Tulafono (Democratische Partij) heeft wel verklaard dat zijn territorium er alles moet aan doen om de controle over het eiland te behouden.
In 2007 overwoog het Tokelaus parlement het aannemen van een nieuwe vlag voor Tokelau, waarin een gestileerde landkaart werd afgebeeld waarop Swains was inbegrepen als een vierde ster op enige afstand van de andere drie (die elk een Tokelaus atol voorstellen). De vlag werd echter niet aangenomen omdat de benodigde meerderheid niet was behaald bij het volgende referendum over zelfbestuur in 2007. In 2008 en 2009 werd dezelfde vlag alsnog officieel aangenomen, zij het na herschikking van de sterren: zij stellen nu het Zuiderkruis voor.
Tijdens een bezoek aan Tokelau gaf Alexander Jennings, afgevaardigde voor Swains in het Amerikaans-Samoaanse Huis van Afgevaardigden, aan voorstander te zijn van betere handelsrelaties tussen Swains en Tokelau. Premier Kuresa Nasau zou "geïnteresseerd" geweest zijn.

## Politiek
Swains wordt bestuurd door een vertegenwoordiger van de Amerikaans-Samoaanse regering en gouverneur, een dorpsraad (bestaande uit alle geestelijk gezonde mannen ouder dan 24 jaar), een pulenu'u (dorpshoofd) en een leoleo (politieagent).

## Fauna
Naast de mens is het enige zoogdier dat op Swains voorkomt de vleermuis Pteropus samoensis.

## Vervoer
Er liep ooit een weg volledig rond het eiland, maar deze is op veel plaatsen geëvolueerd naar een overwoekerd junglepad. Aangezien Swains geen luchthaven heeft is alleen vervoer over zee mogelijk naar het eiland.